# حسين آل وحيمد
حسين حبيب آل وحيمد مواليد 20 أبريل 2000، هو لاعب كرة قدم سعودي يلعب في نادي النور.

## مسيرة اللاعب
لعب سابقاً في نادي الخليج ونادي الصفا ونادي النور.